# Amor a la mexicana (canção)
"Amor a la Mexicana" é uma canção escrita por Mario Puparro, produzida por Emilio Estefan Jr e gravada por Thalía. Foi o primeiro single do seu quinto álbum de estúdio de mesmo nome. É reconhecido como uma das canções de assinatura de Thalia e é um dos maiores clássicos da música pop mexicana. O Cuca's Fiesta Mix foi lançado na Europa como single, sendo certificado como ouro na França por 250.000 vendidas.

## Vídeo musical
Três videoclipes foram feitos para a música. Para a versão original e para 2 remixes. O primeiro videoclipe foi dirigido por Benny Corral e lançado em julho de 1997. Ele é filmado principalmente em uma casa mexicana onde Thalia anda por aí, dorme em vários lugares (uma rede, uma cama grande e uma cadeira) e interage com vários adereços tipicamente mexicanos. (como um sombrero e vários cactos). Um grupo de homens sem camisa também apresentam destaque. Os remixes de vídeos foram lançados em 1998 e apresentam Thalia como balconista em uma parada de caminhões no deserto mexicano. Thalia alterna entre flertar com os vários homens que aparecem e realizar uma coreografia coreografada com vários outros dançarinos.

## CD Promo
1. Amor A La Mexicana (Versão do álbum) – 4:23

## Versões e Remixes Oficiais
1. Amor a La Mexicana (Versão do Álbum) – 4:23
2. Amor a La Mexicana (Banda Version) – 3:55
3. Amor a La Mexicana (Emilio Mix) – 4:00
4. Amor a La Mexicana (Tequila radio edit) – 4:42
5. Amor a La Mexicana (Cuca's fiesta edit) – 3:50
6. Amor a La Mexicana (Fiesta latina edit) – 4:02
7. Amor a La Mexicana (Tequila club mix) – 5:18
8. Amor a La Mexicana (Cuca's fiesta mix) – 6:56
9. Amor a La Mexicana (Fiesta latina club) – 7:00